# ترسکا تورس
ترسکا تورس (۳ سپتامبر ۱۹۲۰ – ۲۰ سپتامبر ۲۰۱۲) یک نویسنده فرانسوی بود که به خاطر کتاب پادگان زنان -پرفروش‌ترین کتاب با جلد شومیز- در سال ۱۹۵۰ شهرت داشت. در سال ۲۰۰۸، مورخان کتاب بازنشر شده را به عنوان اولین کتاب مجله زرد منتشر شده در آمریکا برای ادبیات لزبین معرفی کردند، اگرچه تورس با این تحلیل موافق نبود.

## زندگی
تورس با نام ترسکا شوارک، از والدین مجسمه‌ساز یهودی لهستانی مارک شوارک و همسرش گوینا پینکوس در پاریس به دنیا آمد. عموی پدری او ساموئل شوارتز یکی از مورخان برجسته یهودیان دور از وطن و یهودیت مخفی بود
تورس در سال ۱۹۴۰ از کشور مادری خود از طریق لیسبون به انگلستان گریخت، زمانی که فرانسه پس از نبرد فرانسه به آلمان نازی تسلیم شد در حالی که پدرش - که در نیروهای مسلح لهستان در غرب خدمت می‌کرد - توسط بریتانیا از لا روشل بیرون رانده شدند. خانواده او توانستند فرار کنند زیرا ویزاهای امضا شده توسط معاون کنسول پرتغال مانوئل ویرا براگا در بایون، فرانسه، در ژوئن ۱۹۴۰ دریافت کردند این احتمال وجود دارد که تلاش‌ها و مداخله ساموئل شوارتز که در پرتغال زندگی می‌کرد به تامین ویزای ترانزیت کمک کرده باشد.

## ارتش آزادی‌بخش فرانسه
در سن ۱۹ سالگی، تورس در سپاه ولونتایر فرانسوی ارتش آزادی‌بخش فرانسه شارل دوگل نام‌نویسی کرد و به عنوان منشی در مقر دوگل در لندن مشغول به کار شد. در اکتبر ۱۹۴۴، زمانی که او پنج‌ماهه باردار بود، اولین همسرش، ژرژ تورس ۲۰ ساله - پسرخوانده لئون بلوم، نخست‌وزیر یهودی-فرانسه قبل از جنگ - هنگام نبرد با لشکر دوم زرهی آزاد فرانسه در دوک‌نشین لورن جان باخت.
در سال ۱۹۴۷ تورس با مایر لوین رمان‌نویس آمریکایی همراه شد و او مستند (غیرقانونی) را دربارهٔ بریخا که پس از هولوکاست از لهستان گریختند و سعی کردند به فلسطین برسند، فیلمبرداری می‌کرد. دفتر خاطرات او در مورد تجربیات او در این سفر از شهرهای ویران شده لهستان از طریق اردوگاه پناهندگان در اروپای غربی به اسرائیل و زندانی شدن او در آنجا توسط نیروهای انگلیسی تاکنون تنها به زبان آلمانی با عنوان (بی ترس) منتشر شده‌است.

## حضور در ایالات متحده

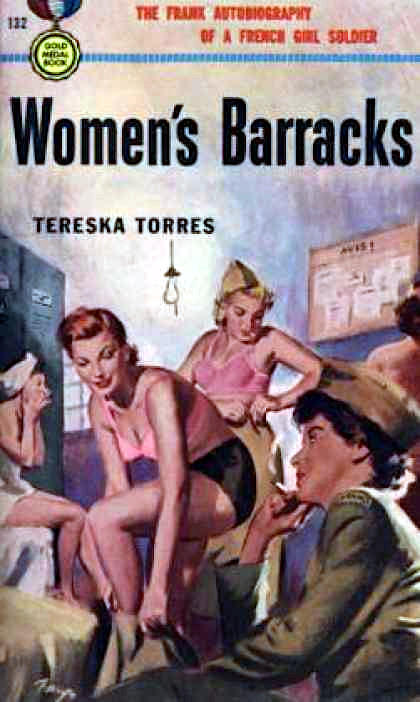
جلد ۱۹۵۰

تورس در سال ۱۹۴۸ با مایر لوین در پاریس ازدواج کرد. او از او خواست که دفتر خاطراتی را که در زمان خدمت در نیروهای فرانسوی آزاد نوشته بود منتشر کند. تورس در سال ۱۹۵۰ کتاب پادگان زنان در ایالات متحده را منتشر کرد. این کتاب که روایتی تخیلی از تجربیات دوران جنگ او بود، «به سرعت تبدیل به اولین کتاب پرفروش جلد شومیز شد، و بیش از دو میلیون نسخه در پنج سال اول انتشار یافت. در مجموع چهار میلیون نسخه از این کتاب در ایالات متحده فروخته شد و به ۱۳ زبان مختلف ترجمه شد. در سال ۱۹۵۲، کمیته منتخب مجلس نمایندگان در مورد مواد مستهجن رایج، از پادگان زنان به عنوان نمونه ای استفاده کرد که چگونه کتاب‌های جلد کاغذی انحطاط اخلاقی را ترویج می‌کنند. هنگامی که فمینیست پرس مستقر در نیویورک این کتاب را در سال ۲۰۰۳ منتشر کرد، این کتاب به عنوان الهام بخش ژانر کاملاً جدیدی از ادبیات لزبین و فمینیستی در ایالات متحده تحسین شد. تورس با نوشتن اولین کتابی که صریحانه به روابط لزبین‌ها در آمریکا می‌پردازد، اعتبار داشت. با این حال، او احساس می‌کرد که موضوع کتاب بی‌گناه است و ناشرانش از او سوء استفاده کرده‌اند.
تورس در زمان حیاتش اجازه نداد که پادگان زنان در فرانسه منتشر شود، زیرا احساس می‌کرد که خوانندگان ممکن است به این فکر کنند که نیروهای فرانسوی آزاد در لندن بیهوده عمل کرده‌اند. نسخه اصلاح شده سرانجام در سال ۲۰۰۲ منتشر شد. در عوض دفتر خاطرات دوران جنگ او با عنوان (یک زن فرانسوی آزاد) نیز منتشر شد.
در سال ۱۹۶۳ تورس همراه لوین به اتیوپی رفت و در آنجا فلاشا اولین مستند دربارهٔ زندگی یهودیان بتا اسرائیل در آمبوور را فیلمبرداری کرد،
تورس ۱۴ کتاب دیگر نوشت که لوین اغلب آنها را به انگلیسی ترجمه می‌کرد. دفترهای خاطرات او که هنوز منتشر نشده‌است توسط دانشگاه بوستون به عنوان بخشی از مقالات لوین نگهداری می‌شود.
تورس در ۲۰ سپتامبر ۲۰۱۲ در پاریس درگذشت. او یکی از آخرین اعضای بازمانده، سپاه زنان ارتش نیروهای آزاد فرانسه بود.

## آثار
- Le Sable et l'Écume ("شن و کف") - ۱۹۴۵ توسط Gallimard، با استفاده از نام مستعار جورج آچارد. اولین رمان او در ۱۷ سالگی شروع شد و در طول جنگ تمام شد.[۱۳]
- پادگان زنان – ۱۹۵۰ توسط مدال طلای فاوست؛ اولین رمان پالپ لزبین نسخه فرانسوی اصلاح شده کتاب در سال ۲۰۱۱ تحت عنوان Jeunes Femmes en Uniforme منتشر شد.[۱۳]
- هنوز نه - 1957[۱۴]
- بازی‌های خطرناک - 1957[۱۴]
- قفس طلایی - 1959[۱۴]
- نوشته سیسیل – ۱۹۶۳، دربارهٔ زنی که معشوقه شوهرش را می‌دزدد.[۱۴]
- The Converts – 1970 توسط Knopf (نیویورک); گزارشی از دوران کودکی و جوانی او و گرویدن مخفیانه والدینش به کاتولیک در سال ۱۹۱۹. به زبان فرانسه در سال ۲۰۰۲ با عنوان Le Choix ("انتخاب") منتشر شد.[۱۳]
- Les Poupées de Cendre – 1972 توسط Éditions du Seuil و Éditions Phébus ; رمانی که در اسرائیل اتفاق می‌افتد.
- Les Maisons Hantées de Meyer Levin – 1974 توسط Éditions Phébus (پاریس); در مورد وسواس ۳۰ ساله شوهرش با نمایشنامه ای که بر اساس خاطرات یک دختر جوان نوشته بود.[۱۴]
- Une Française Libre – 2000 توسط Phebus (لندن)؛ دفتر خاطرات سالهای جنگ او
- Mission Secrète - 2012، در مورد تلاش‌های او برای کمک به یهودیان اتیوپیایی برای مهاجرت به اسرائیل.[۱۴]

## میراث
در سال ۲۰۱۹ یک باغ عمومی در پاریس به یاد او نامگذاری شد. این پارک یادبود درمنطقه ۸ پاریس در خیابان لور دیبولد بین شانزلیزه و پارک مونسو واقع شده‌است. ایوان کلر، محقق ادبی، تورس را به عنوان یکی از گروه کوچکی از نویسندگان معرفی می‌کند که آثارشان زیرژانر داستان‌های عمومی «طرفدار لزبین» را تشکیل می‌دهند.